# Vals, Ariège

Vals este o comună în departamentul Ariège din sudul Franței. În 1 ianuarie 2022 avea o populație de 87 de locuitori.